# Родсей
Ро̀дсей (на английски: Rothesay; на гаелски Baile Bhòid, произнася се [roθsɛi]) е град в Южна Шотландия.

## География
Разположен е на остров Бют в област Аргил анд Бют по западното крайбрежие на залива Фърт ъф Клайд. Има малко пристанище и ферибот до отсрещния северен бряг на залива до село Уиймс Бей. Население 4390 жители, по данни от юни 2016 г.

## История
В централната част на града се намира замъка Родсей Касъл (Rothesay Castle), построен през 13 век и Зимна градина, построена през 1923 г. През 19 век Родсей става популярна туристическа дестинация. Градът е имал трамвайна линия, която е обикаляла и част от крайбрежието, но е била закрита през 1930 г. Родсей е бил окръжен център на бившия окръг Бютшър, който е разформирован през 1996 г.

## Спорт
Представителният футболен отбор на града има аматьорски статут и носи името ФК Родсей Брандейн.

## Личности
Родени
- Лина Дзаварони (1963 – 1999), шотландска поппевица от италиански произход
- Джони Дъмфрийс (р.1958), шотландски авотомбилен пилот от Формула 1
- Уилям Макюън (1848 – 1924), шотландски военен деец
- Джордж Хънтър (1879 – 1931), шотландски художник